# 龍平リゾート
龍平リゾート（ヨンピョンリゾート、朝: 용평리조트は、韓国の江原特別自治道平昌郡大関嶺面にあるスキー場である。「龍坪リゾート」と表記されることもある。世界平和統一家庭連合（旧統一教会）が所有している。

## 概要
本スキー場は韓国初のスキー場として、1975年に開業された。2003年、経営悪化により、世界平和統一家庭連合系の企業に売却された。2012年には国際スキー連盟（FIS）から認定を受け、数多くの国際大会が開催されている。またKBSのドラマ『冬のソナタ』やTvNの10周年特別企画ドラマ『トッケビ〜君がくれた愛しい日々〜』のロケ地としても知られており、2018年開催の平昌オリンピック、平昌パラリンピックではアルペンスキーの大回転・回転競技の会場となった。